# Euphorbia camagueyensis
Euphorbia camagueyensis är en törelväxtart som först beskrevs av Charles Frederick Millspaugh, och fick sitt nu gällande namn av Ignatz Urban. Euphorbia camagueyensis ingår i släktet törlar, och familjen törelväxter. Inga underarter finns listade i Catalogue of Life.